# Tambo (jezero King)
Tambo je rijeka u Australiji, koji izvira u južnom dijelu Australskih Alpa, u planini Bowen, 20 km istočno od grada Benambra, teče 170 km, nakon čega se ulijeva u jezero King, jedno od najvećih jezero u sustavu jezera Gippsland. 
Glavne pritoke rijeke Tambo su Little River i Timbarra, a rijeka tijekom kišnih razdoblja prima i brojne potoke.  